# Tödlicher Haß
Tödlicher Haß (Originaltitel: Tony Arzenta (big guns)) ist ein italienisch-französischer Poliziottesco des Regisseurs Duccio Tessari aus dem Jahr 1973 mit Alain Delon in der Hauptrolle. Die deutsche Erstaufführung erfolgte am 7. Dezember 1973.

## Handlung
Der Sizilianer Tony Arzenta lebt in Mailand und ist Auftragsmörder einer mächtigen internationalen Verbrecherorganisation. Eines Tages beschließt er, die Organisation zu verlassen, und bittet die Bosse, seine Entscheidung zu akzeptieren. Doch die Organisation duldet keine Aussteiger und versucht ihn zu töten. Bei einem Anschlag sterben Arzentas Kind und seine Frau. Arzenta sinnt auf Rache. Mit Hilfe von Freunden gelingt es ihm unterzutauchen. Er beginnt einen Rachefeldzug und tötet Bosse und Helfershelfer in Italien, Deutschland und Dänemark. Nachdem er zahlreiche Gangster getötet hat, ist er müde und will Frieden finden. Der Boss Nick Gusto bittet ihn um ein Treffen und sichert ihm Unversehrtheit zu. Arzenta traut ihm und tritt in eine Falle. Am Ende wird er von einem Freund, dem Gusto einen hohen Posten in Aussicht gestellt hat, verraten und ermordet.

## Produktionsnotizen
Tony Arzenta wurde in Frankreich am 23. August 1973 veröffentlicht und in Italien am 7. September 1973. Hier war Titanus der Verleiher. Er spielte 1.945.982.000 Lire ein. Im internationalen Verleih wurde er unter den Titeln Big Guns und No Way Out vermarktet. Richard Conte und Corrado Gaipa gehörten auch zur Besetzung von Der Pate.

## Kritiken
„Dieser ausgezeichnete Film verbindet auf wundersame Weise das kühl berechnende französische mit dem emotionsgeladenen italienischen Gangsterkino. (…) Der Film ist wirklich gut gemacht: Eine bekannte und in wenigen Worten zu umreißende Geschichte wird mit geradliniger Brutalität und guten schauspielerischen Leistungen präsentiert. Das Aufgebot an Schauspielern ist als fast sensationell zu bezeichnen.“

„Ein zynischer Actionfilm mit Glorifizierung brutaler Gewalt, distanzloser Verherrlichung eines Massenmörders und billigster ‘Zehn-kleine-Negerlein-Dramaturgie’.“

„‚Tödlicher Haß‘ von Duccio Tassari, der Alain Delon, seit Melvilles spröden Gangsterritualen Frankreichs Killer vom Dienst, in dieser Mafia Materialschlacht als biederbösen Massenmörder verheizt. Der Film ist nichts als eine schier endlose, stumpfsinnige Aneinanderreihung unappetitlichster Gewalttaten zwischen schick arrangierten italienischen Industrie Designs.“

„Tödlicher Hass ist neben dem Kinski-Film Der Bastard Tessaris lohnendste Arbeit. Und es ist auch der mit Sicherheit schwärzeste Film des Genres, spielt er doch in einer Welt, die komplett eingenebelt ist von Hoffnungslosigkeit und Abgestumpftheit. (…) Ein Meisterwerk! Die Besetzung ist umwerfend. (…) Trotz der extrem brutalen Vorgänge verbreitet der Film eher traurige Stimmung, was auch der melancholischen Musik von Gianni Ferrio zuzuschreiben ist. Nein, hier herrscht Heulen und Zähneklappern. Wer sich bisher vom dicken Delon auf dem Cover hat abschrecken lassen – hier ist Italien drinnen, ganz heftig und ganz groß.“